# 梅富根机场
梅富根機場（英語：Mahikeng Airport），或稱姆馬巴托機場，是南非西北省梅富根的国际机场。